# Maroroni
Maroroni è una circoscrizione mista (mixed ward) della Tanzania situata nel distretto di Meru, regione di Arusha. Conta una popolazione di 16 113 abitanti (censimento 2022).